# Kenan Karahodžić
Kenan Karahodžić (in serbo Кенан Карахоџић?; Bačka Topola, 29 gennaio 1996) è un cestista bosniaco con cittadinanza serba, di formazione spagnola.